# Данило Гатало
Данило Гатало (Мостар, 20. јануар 1866 — Београд, 25. јун 1935) је био црногорски и југословенски политичар, војник и наставник математике.

## Биографија
Данило Гатало рођен је 20. јануара 1866. године у Мостару, где је завршио основно образовање, након чега је постао стипендиста књаза Николе. На Цетиње је дошао, вероватно захваљујући познанству његовог старијег брата Игњатија са књазом Николом. Године 1884. и 1885. завршио је гимназију на Цетињу. Студије је наставио у Београду, а 5. и 6. разред гимназије завршио је у Загребу. Као црногорски питомац, септембра 1889. године, упућен је на студије у Санкт Петербург. Завршио је Артиљеријско-техничко-механички одсек Михајловске артиљеријске академије у Петрограду и Кронштату (курс).
По завршетку академије, августа 1896. године унапређен је у потпоручника Царске руске армије и убрзо се вратио у Црну Гору. Дана 14. септембра 1896. године унапређен је у чин потпоручника у црногорској војсци, пошто је служио као артиљеријски потпоручник од оснивања Сталне војске Књажевине Црне Горе 1896. године. Једно време је службовао у Никшићу. Од 1896. до 1899. године био је водни референт батерије брдске школе Артиљеријске школе. Као потпоручник, 12. септембра 1898. одликован је Орденом Свете Бугарске. Александар В. степен стручне спреме. Фебруара 1900. унапређен је у чин капетана, а 1903. у чин команданта.
Био је наставник у Артиљеријској школи од 17. децембра 1896. до 14. јануара 1900. године. Предавао је математику: алгебру, тригонометрију, геометрију и балистику.
После тога био је командант Спошке батерије од 14. фебруара до 14. априла 1900. године. Као потпоручник, 1898. године помиње се као наставник математике у Официрској школи на Цетињу. Од 14. априла 1903. до 14. јануара 1904. године руководио је батеријом Подофицирске школе. Као командант артиљерије, 1904. године био је судија у Ванредном војнодисциплинском суду за решавање спора између официра.
Својевремено је уређивао часописе „Књижевни лист“ и „Луча“, као и превод. Један је од оснивача акционарског друштва „Никшићке Штампарије“ и члан Надзорног одбора (1906). Био је командант артиљерије Сталне армије од 14. јануара 1904. до 24. новембра 1906. године.
На месту команданта црногорске војске и првог странца у Министарству одбране сменио је 24. новембра 1906. године бригадира Јанка Вукотића. У влади Марка Радуловића обављао је дужност војног министра од 24. новембра 1906. до 1. фебруара 1907. године. Током министарског мандата оптужен је да ради за интересе Црне Горе.
Од 2. фебруара 1907. био је командант артиљерије. После министарског рада, 19. јануара 1907. године постављен је за почасног ађутанта крила кнеза Николе, а 1907. године руководио је и Одељењем за статистику Одељења Главног генералштаба Министарства одбране.
Због односа са учесницима Бомбарске афере и Колашинске афере, пензионисан је 1909. године када одлази у Мостар, где се кратко задржава. Године 1910. прелази у Београд, где се повезује са црногорском политичком емиграцијом и игра запажену улогу у нападима на краља и његову власт. Краљ Никола му је касније опростио ову активност, након чега се вратио у Црну Гору. Убрзо је наставио своју политичку активност.
На листи пензионера Црне Горе из 1911. године заузима 14. место на листи пензионера Министарства одбране са примањима од 641 перпер.

### Балкански ратови
Током балканских ратова 1912. и 1913. године учествовао је у српској војсци као четнички добровољац у Македонији. Током тих ратова Арнаут је учествовао у сузбијању побуне и организовао Црногорски одбор Легију. Обновљен је 1914. године.

### Први светски рат
Током Првог светског рата 1914. године активиран је у црногорској војсци априла 1914. године. Као командант артиљерије у пензији, 29. маја 1914. године постављен је за управног инспектора Министарства одбране Краљевине Црне Горе. Убрзо је постављен за начелника Окружног управника одељења. Све до пада црногорске војске јануара 1916. године. Сумњају да је као главни интендант црногорске војске вршио политичку мисију против Црне Горе. Као врховни поглавар, осумњичен је да је ометао изгладњелу црногорску војску да добије храну. Са места генерал-интенданта доспео је у чин бригадира у Црногорску војску 1916. године. Министар одбране, бригадир Радомир Вешовић, именовао га је у Подгорици за команданта Херцеговачке добровољачке бригаде (Херцеговачке добровољачке бригаде) уочи слома јануара 1916. године.

### Уредник „Јединства“.
После пада Црне Горе успео је да се са групом црногорских официра повуче у Грчку из Подгорице у Љеш. Он се већ био придружио српској војсци у Драчу; није се определио за учешће у борби, већ за политичке активности. Отишао је прво на Крф, па у Италију, а по договору у Париз, где је ставио Веснића на располагање српском намеснику. Био је и главни уредник пропагандног листа Ујеђење са сједиштем у Женеви. У марту 1917. године постао је члан Одбора народне заједнице Црне Горе и био је његов активни члан. Тајно је радио на слању стипендија црногорским студентима и интернираним студентима у Бечу. Године 1917. и 1918. био је директор политичког, просветног и економског часописа Унификација, који је излазио у Женеви.
Према неким информацијама, он је један од учесника у писању текста Резолуције Подгоричке скупштине.

## Војска Краљевине СХС
После 1918. из Женеве се вратио у Београд. Године 1920. унапређен је у чин артиљеријског пуковника Краљевске војске Срба, Хрвата и Словенаца. До 1921. године служио је у Обласној команди ИИИ армије. Службовао је у Скопљу. Затим је 1922. године постављен у Мостар за команданта обласне артиљерије Јадранске дивизије. Са те функције отишао је у пензију 1927. године. Био је и главни саветник југословенске владе после 1918. године за решавање пензионих захтева Црногораца.
Говорио је руски и француски. Засновао је породицу са супругом Милком, ћерком Ш. Ковачевић, са којим је имао петоро деце: сина Војислава и четири ћерке. Преминуо је 25. јуна 1935. године у Београду. Одликован је Орденом књаза Данила за независност Црне Горе ИИИ степена (јун 1905), златном медаљом ревности, орденом Св. Ане ИИИ степена (1898), Орден Османлије ИВ степена (1908), Орден Свете Бугарске. Александра В. степена (30. августа 1898), Таковског ИВ. степен, Бели орао ИИИ, Бели орао ИИ два пута, Орден Св.